# Mel Smith
Melvin Kenneth "Mel" Smith (3 de diciembre de 1952 - 19 de julio de 2013) fue un actor, comediante, escritor, director de cine y productor inglés. Es conocido por su trabajo en los shows Not the Nine O'Clock News y Alas Smith and Jones. Falleció el 19 de julio de 2013, a los 60 años, de un infarto al corazón.

## Primeros años
El padre de Smith, Kenneth, nació en Tow Law, condado de Durham, y trabajó en una mina de carbón en la Segunda Guerra Mundial. Después que la guerra se trasladó a Londres, y se casó con la madre de Smith, cuyos padres tenían una frutería en Chiswick, al oeste de Londres. Cuando el gobierno legalizó las apuestas en la calle, convirtió la tienda en la primera tienda de apuestas en Chiswick.

## Vida personal
Smith estaba casado con Pam, una exmodelo que creció en Easington y Durham, y la pareja tenía casas en St. John's Wood, Oxfordshire y Barbados.
Smith terminó en el hospital en 1999 después de consumir más de 50 tabletas de Nurofen; estas contienen codeína, que se conoce como adictiva. Su hospitalización fue la culminación de una creciente adicción a las pastillas. Él dijo que las presiones del cine eran un factor que contribuían, junto con la necesidad desesperante de calmar el dolor. 
El actor tuvo un amor por los autos Rolls Royce, comprando el Silver Shadow en el Hipódromo de Brighton. En los últimos tiempos, conducía un Rolls Royce Corniche.